# 埃琳娜·科尔纳罗·皮斯科皮亚
埃琳娜·卢克雷齐亚·科尔纳罗·皮斯科皮亚（義大利語：Elena Lucrezia Cornaro Piscopia，1646年6月5日—1684年7月26日）威尼斯贵族、哲学家，1678年从帕多瓦大学获得哲学博士学位，是世界上首位获得博士学位的女性。